# Goux-les-Usiers
Goux-les-Usiers är en kommun i departementet Doubs i regionen Bourgogne-Franche-Comté i östra Frankrike. Kommunen ligger i kantonen Levier som tillhör arrondissementet Pontarlier. År 2021 hade Goux-les-Usiers 791 invånare.

## Befolkningsutveckling
Antalet invånare i kommunen Goux-les-Usiers
Referens:INSEE